# Pronostic de défaillance
Pour les articles homonymes, voir Pronostic.
 (août 2023).

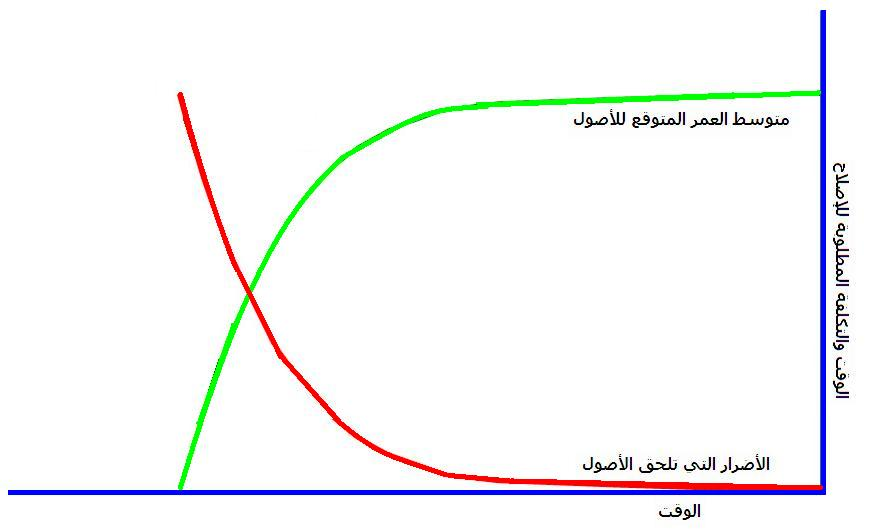
Courbe de panne machine et courbe de coût de réparation en fonction du temps

Le pronostic de défaillance ou pronostic (du grec ancien πρόγνωσις, grec moderne πρόγνωση - littéralement savoir d'avance, prévoir) désigne un processus existant dans le cadre de la maintenance prévisionnelle des systèmes industriels, dont il est le processus clé.
Le pronostic a pour objectif d'estimer la durée de fonctionnement avant défaillance ou durée de vie résiduelle (en anglais remaining useful life ou RUL) ainsi que le risque d'existence ou d'apparition ultérieure d'un ou de plusieurs modes de défaillance.